# Wachan-corridor
De Wachan-corridor is een smalle landstreek in het Pamirgebergte in het noordoosten van Afghanistan, gelegen tussen de grens met Tadzjikistan in het noorden, die met Pakistan in het zuiden en een kleinere grens tussen Afghanistan en China (met de plaats Mingteke) in het oosten. De lengte van de corridor bedraagt ongeveer 300 km, de breedte varieert tussen 13 km en 65 km, de lengte van de gemeenschappelijke grens met China is 92 km.
De corridor is genaamd naar de in zijn gebied stromende rivier Wachan Darja, die zich in het midden van de corridor met de Pamir verenigt, en vandaar verder vloeit als de Pandzj, die op zijn beurt een bronrivier van de Amu Darja is.

## Geschiedenis
Hoewel het terrein extreem ruig is, werd de corridor historisch gebruikt als handelsroute en onderdeel van een van de trajecten van de zuidelijke zijderoute die de historische regio Badakhshan, gevormd door het noordoosten van Afghanistan (provincie Badachsjan), het oosten van het huidige Tadzjikistan (Gorno-Badachsjan) en het huidige Autonoom Tadzjieks Arrondissement Taxkorgan verbond met het koninkrijk Yarkand. Volgens het eigen verslag van Marco Polo in de bewaard gebleven versies van Il Milione trok ook hij tussen 1271 en 1275 door de corridor. Jezuiet Bento de Goes volgde de route in 1602. Francis Younghusband passeerde in 1891, George Curzon in 1894. Het traject werd na exploratie beschreven door Aurel Stein in 1906, die aangaf dat in die periode jaarlijks zo'n honderdtal pony's geladen met goederen door de vallei getransporteerd werden.
Vroege reizigers gebruikten een van de drie routes:
- Een noordelijke route leidde doorheen de vallei van de Pamir-rivier naar het Zorkölmeer, vervolgens oostwaarts door de bergen naar de vallei van de Bartang, vervolgens over het Sarikolgebergte naar China.
- Een zuidelijke route leidde doorheen de vallei van de rivier de Wachan over de Wakhjir-pas naar China. Deze pas is minstens vijf maanden per jaar gesloten en is voor de rest slechts onregelmatig geopend.
- Een centrale route vertakte zich van de zuidelijke route door na de vallei van de Wachan de kleine Pamir te doorkruisen naar de vallei van de rivier Murghab en  vervolgens over het Sarikolgebergte naar China.

De Wachan-corridor is een restant van the Great Game tussen Groot-Brittannië en Rusland over de heerschappij over Centraal-Azië in het einde van de 19e eeuw. Na het Panjdeh-incident, waarbij het bijna tot een gewapend conflict kwam, moest het dienen als een neutrale zone tussen het tot naar de Durandlijn reikende Brits-Indië en het Russische generaal-gouvernement Turkestan. De Afghaanse leiders wilden het gebied niet hebben, maar de Britten wilden een bufferzone houden.

## Geografie
De Wachan-corridor is een van de meest afgelegen gebieden van Afghanistan. Op het smalste stuk vormt de rivier Pandzj de grens met Tadzjikistan. Hier ligt een van de minst ontwikkelde regio's van de wereld in rechtstreekse verbinding met een relatief gezien geavanceerd Tadzjieks gebied met goede wegen en wijken. Over een onverharde weg rijdt men de Ishkashim-corridor binnen. Deze weg kan men in oostelijke richting tot twee derde van de corridor berijden, daarna is men aangewezen op een muildierkaravaan.

## Politieke indeling
Bestuurlijk gezien behoort het district Wachan bij de provincie Badachsjan. Het district Wachan is 11.422 km² groot en heeft ongeveer 13.000 inwoners.